# Haplogrup mitocondrial humà Y
L'haplogrup mitocondrial humà Y és un haplogrup humà que es distingeix per l'haplotip dels mitocondris.
L'haplogroup Y es va trobar en poblacions del sud de Sibèria a una freqüència inferior al 3%. Tanmateix, aquest haplogrup s'ha trobat en freqüències molt elevades entre els ainus i els nivkhis.